# Mallorca Open 2019
Il Mallorca Open 2019 è stato un torneo femminile di tennis giocato sui campi in erba. È stata la quarta edizione del torneo facente parte della categoria International nell'ambito del WTA Tour 2019. Si è giocato al Santa Ponsa Tennis Club di Maiorca, in Spagna, dal 17 al 23 giugno 2019.

## Partecipanti

### Teste di serie
| Nazionalità | Giocatrice           | Ranking* | Testa di serie |
| ----------- | -------------------- | -------- | -------------- |
| Germania    | Angelique Kerber     | 6        | 1              |
| Lettonia    | Anastasija Sevastova | 12       | 2              |
| Svizzera    | Belinda Bencic       | 13       | 3              |
| Belgio      | Elise Mertens        | 21       | 4              |
| Stati Uniti | Amanda Anisimova     | 26       | 5              |
| Francia     | Caroline Garcia      | 28       | 6              |
| Stati Uniti | Sofia Kenin          | 30       | 7              |
| Rep. Ceca   | Kateřina Siniaková   | 38       | 8              |

* Ranking all'11 giugno 2018.

### Altre partecipanti
Le seguenti giocatrici hanno ricevuto una Wild card:
- Paula Badosa Gibert
- Andrea Petković
- Marija Šarapova
- Samantha Stosur

La seguente giocatrice è entrata in tabellone con il ranking protetto:
- Anna-Lena Friedsam

Le seguenti giocatrici sono passate dalle qualificazioni:

- Ysaline Bonaventure
- Kaja Juvan
- Varvara Lepchenko
- Tereza Martincová
- Shelby Rogers
- Sara Sorribes Tormo

### Ritiri
Durante il torneo
- Ons Jabeur
- Shelby Rogers

## Punti
| Evento    | V   | F   | SF  | QF | 2T   | 1T | Q    | Q2   | Q1   |
| Singolare | 280 | 180 | 110 | 60 | 30   | 1  | 18   | 12   | 1    |
| Doppio    | 280 | 180 | 110 | 60 | N.D. | 1  | N.D. | N.D. | N.D. |

## Montepremi
| Evento    | V       | F       | SF     | QF     | 2T     | 1T     | Q2   | Q1   |
| Singolare | €34,677 | €17,258 | €9,274 | €4,980 | €2,742 | €1,694 | €823 | €484 |
| Doppio    | €9,919  | €5,161  | €2,770 | €1,468 | N.D.   | €774   | N.D. | N.D. |

## Campionesse

### Singolare
Sofia Kenin ha sconfitto in finale  Belinda Bencic con il punteggio di 6(2)–7, 7–6(5), 6-4.
- È il secondo titolo in carriera e stagione per Kenin.

### Doppio
Kirsten Flipkens /  Johanna Larsson hanno sconfitto in finale  María José Martínez Sánchez /  Sara Sorribes Tormo con il punteggio di 6-2, 6-4.